# Феринг
Феринг (нем. Fehring) — город в Австрии, город , расположен в федеральной земле Штирия. 
Входит в состав округа Зюдостштайермарк.  Население составляет 3101 человек (на 31 декабря 2005 года). Занимает площадь 29,61 км².

## Политическая ситуация
Бургомистр коммуны — Херберт Вайнраух (АНП) по результатам выборов 2005 года.
Совет представителей коммуны (нем. Gemeinderat) состоит из 21 места.
- АНП занимает 11 мест.
- СДПА занимает 8 мест.
- АПС занимает 1 место.
- Зелёные занимают 1 место.